# Генерал-капитан
Генерал-капитан или капитан-генерал — начиная с 1300-х годов это высший титул и высшая воинская должность во многих сухопутных армиях Европы. Также использовался как высший воинский чин в бывших колониях Испании и некоторых германских государствах.
Эта должность была наиболее распространена и использовалась в XIV—XV  столетиях после чего преобразовалась в воинское звание и сохранялось вплоть до наполеоновских войн, после которых сохранилось лишь в Испании и её колониях.
Помимо этого в Венеции с 1370 года, должность генерал-капитана означала должность командующего флотом республики (вплоть до конца XVIII века).

## История
Должность генерал-капитана (фр. capitaine général) появляется в 1302 году во Франции и изначально заменяет собой название должности Губернатора (Gouverneur), но с появлением  в середине XV века  Рот ордонанса  (фр. compagnies d'ordonnance), которыми командовали Капитаны (Capitaine), а так же последующим формированием из них войска королей Франции, капитан-генерал становится общим (фр. général) капитаном рот, которыми фактически командовали капитан-лейтенанты.
В дальнейшем с образованием полков эта должность стала совмещаться с  должностью генерал-полковника, который становится общим полковником для подчиненных ему полков и капитаном всех подчиненных рот. Фактически же полками командовали лейтенант-полковники (Маршал де Камп лейтенант), а ротами капитан-лейтенанты. С 1445 года капитан-генерал заменяется должностью генерал-полковника и практически приравнивается к Маршалу Франции, которое было не должностью, а пожизненным почетным званием. Во время Итальянских войн во Франции существовало два генерал-полковника: генерал-полковник до Альп (во Франции) и генерал-полковник за Альпами (в Италии), каждый из которых командовал врученными ему полками. При отсутствии капитан-генерала (а позже генерал-полковника) его функции исполнял генерал-лейтенант (замещающий генерал).
В Англии этот чин был введён в 1513 году для Екатерины Арагонской, впервые был пожалован в 1520-х годах (командующий армией). Последним генерал-капитаном Англии был во времена Ганноверской династии принц Фредерик, герцог Йорка и Олбени (в 1799—1809).
С 1787 года звание генерал-капитана является частью титулатуры губернаторов Нового Южного Уэльса (в Австралии). В 1791 году титул генерала-капитана был у главы республики Вермонт. Чин генерала-капитана присваивался также до середины XIX века королям Англии, представляя их таким образом верховными главнокомандующими вооружёнными силами страны. Филипп, герцог Эдинбургский, супруг королевы Великобритании Елизаветы II с 1 июня 1953 генерал-капитан Королевской морской пехоты (вышел в отставку 19 декабря 2017 года; его преемником на этом посту официально назначен принц Гарри).
В Испании чин генерал-капитана впервые появляется в середине XV века и применяется как в армии, так и на флоте. Был высшим в испанской военной иерархии на протяжении XVII — начала XVIII столетий. В территориальных подразделениях испанской армии этот чин сохранялся вплоть до 1980-х годов. Во время Испанской республики был отменён, восстановлен Франсиско Франко в 1938 году.
Также как звание генерал-капитан использовалось в армиях Боливии и Чили.
В Португалии эта должность появляется с 1508 года и так же как во Франции означает  командующего сухопутными вооружёнными силами Португалии (до 1762, когда заменился званием генерал-маршал). В XVII—XVIII столетиях генерал-капитан возглавляет также и португальский военный флот.
Звание генерал-капитан (нем. Kapitän-General / Generalkapitän) встречалось также в армиях Баварии (где это был командир королевской гвардии), Нидерландов и других стран.

## Носители
Среди прочих чин генерал-капитана носили следующие исторические личности:
- Людовик XIII (II) Король Франции и Наварры — капитан-генерал и генерал-полковник гвардии Франции.
- Алмейда и Альбукерке, Каэтано Александр де — португальский колониальный администратор, военный и государственный деятель.
- Эрнан Кортес — завоеватель Мексики
- Франсиско Писарро — завоеватель Империи инков. Захватил самую крупную военную добычу в мировой истории
- Мориц Оранский (1567—1625), штатгальтер Голландии, Зеландии, Утрехта, Гельдерна и Оверэйсела, а также генерал-капитан сухопутных воинских сил и флота Соединённых провинций (Нидерландов)
- Чезаре Борджиа
- Кристоф фон Дона (1583—1637), граф, штатгальтер и генерал-капитана княжества Оранж
- Оливер Кромвель, лорд-протектор Англии, Шотландии и Ирландии.
- Джон Черчилль, герцог Мальборо, выдающийся английский полководец, герцог Мальборо
- Джеймс Батлер, 2-й герцог Ормонд
- Карл, герцог Тешенский (1771—1847), губернатор Австрийских Нидерландов и генерал-капитан
- Пал Кинижи — венгерский полководец XV века, граф Темешский и генерал-капитан Нижней Венгрии
- Алехандро О’Рейли, губернатор испанской колонии Луизиана
- Бернардо о’Хиггинс, первый Верховный правитель независимого Чили, маршал Перу
- Августо Пиночет, президент Чили
- Франсиско Франко (с 1938), каудильо Испании
- Хуан Карлос I (с 1975), король Испании
- Филипп VI (с 2017), король Испании
- Хосе Франсиско де Сан-Мартин и Маторрас (1778—1850) — один из руководителей Войны за независимость испанских колоний в Латинской Америке 1810—1826, национальный герой Аргентины. Возглавлял первое правительство Перу
- Бернардино де ла Тринидад Гонсалес Ривадавия и Ривадавия — первый президент Аргентины с 8 февраля 1826 по 9 августа 1827 года
- Хуан Хосе де Вертис-и-Сальседо, вице-король Вице-королевства Рио-де-Ла-Плата.
- Франсиско де Монтехо Младший, конкистадор, губернатор Юкатана.

## Художественная литература
- В эпопее Дж. Р. Толкина «Властелин колец» Боромир носил звание генерал-капитана Гондора.

## См.также
- Генералиссимус
- Верховный главнокомандующий
- Генерал-полковник